# Plomall (ocells)

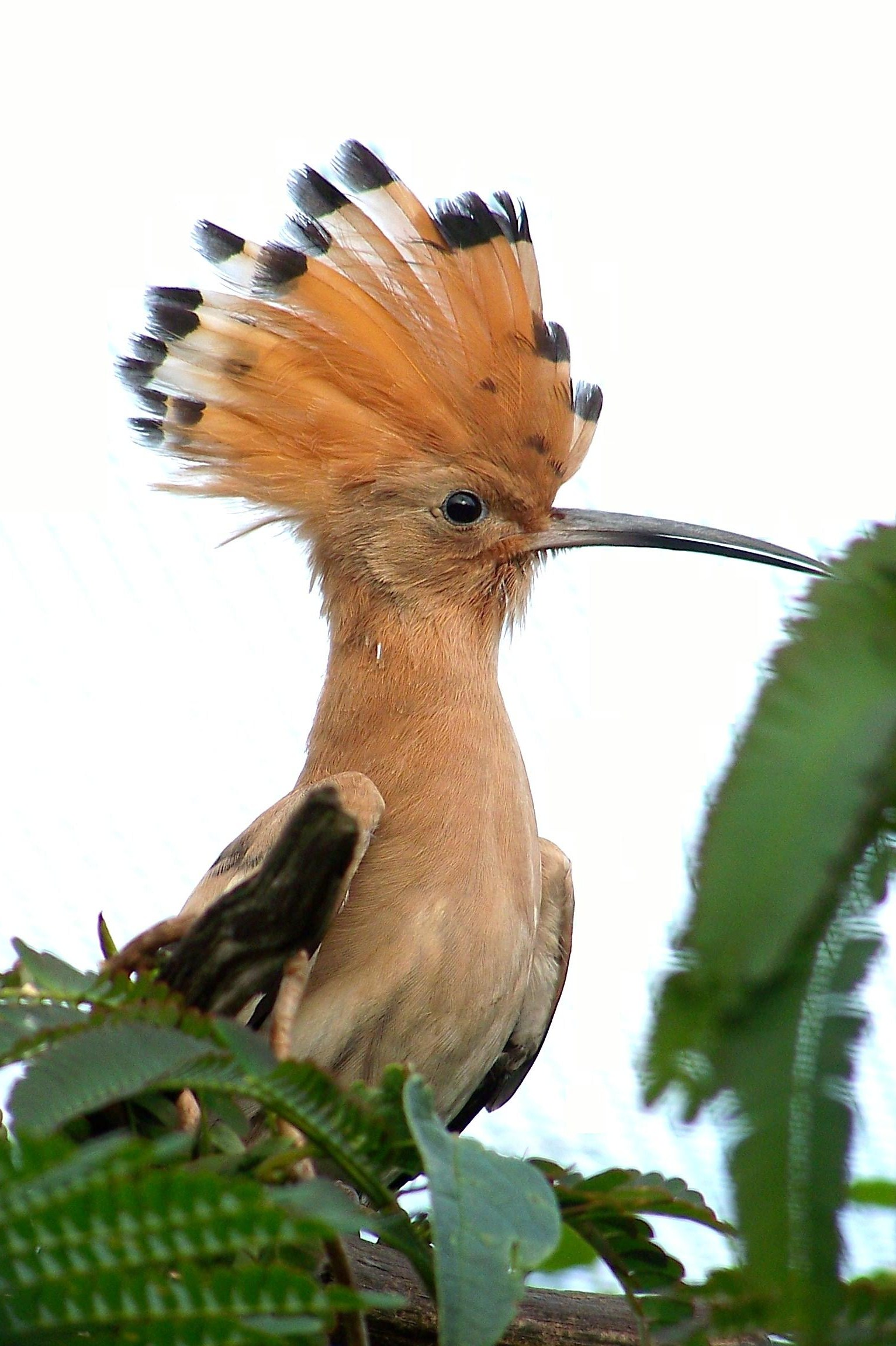
La puput té un plomall amb plomes erèctils.

El plomall o cresta és una agrupació de plomes que presenten algunes espècies d'ocells en la part superior del cap. Les plomes d'aquestes crestes poden ser erèctils o estar alçades de forma fixa, depenent de les espècies. Per exemple les cacatues i les puputs tenen plomalls de plomes erèctils mentre que el plomall de la grua coronada està sempre de punta. Es creu que alguns dinosaures també disposarien de plomalls de plomes al cap.
Els ocells amb plomalls de plomes solen usar-los per comunicar-se amb els seus congèneres i com un element de la seva parada nupcial. A més solen desplegar la seva cresta quan estan espantats o es mostren agressius, així poden semblar més grans o produir sorpresa quan l'ericen ràpidament i així aconseguir intimidar al seu adversari amb més facilitat, ja sigui un depredador, un membre de la seva pròpia espècie o qualsevol altre animal que li molesti.
Els plomalls es componen per semiplomes, un tipus de ploma intermedi entre el plomissol i la ploma de contorn, són plomes amb raquis desenvolupat però amb barbes laxes i soltes. Aquestes plomes són més suaus i flexibles que les plomes típiques. No obstant això, les crestes de moltes cacatues estan compostes per plomes típiques.

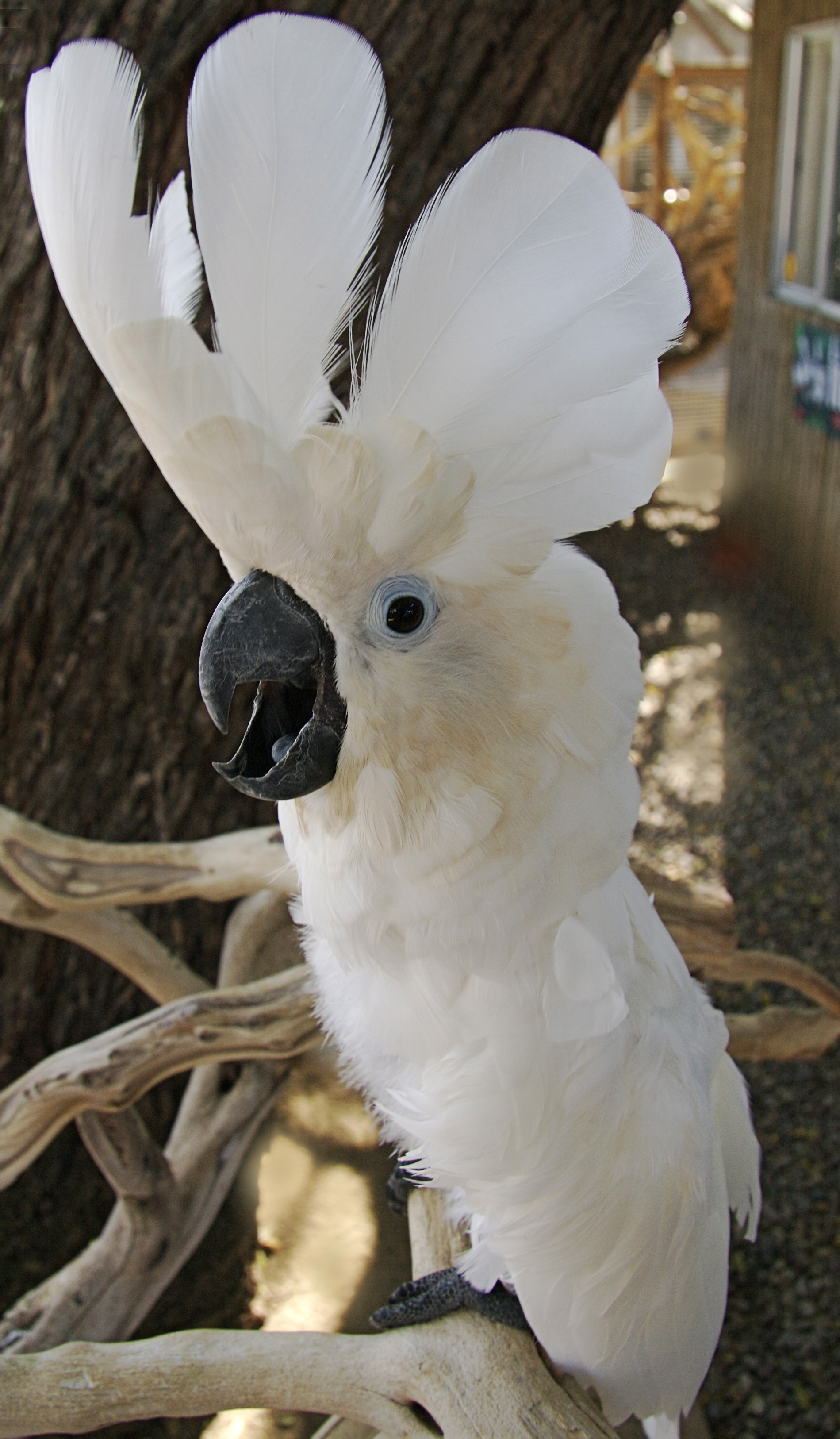
Cacatúa blanca amb el plomall totalment desplegat.
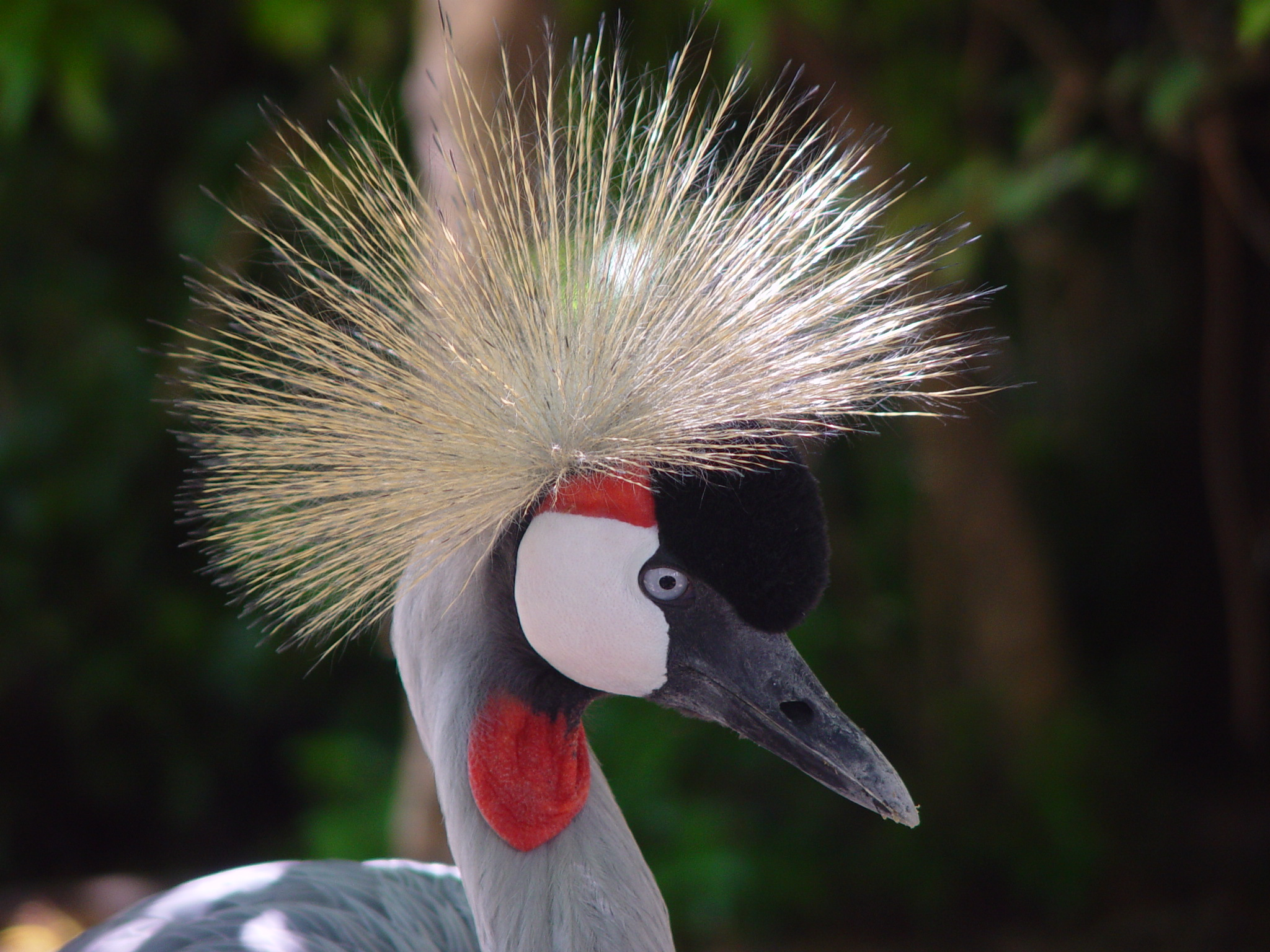
Grua coronada.
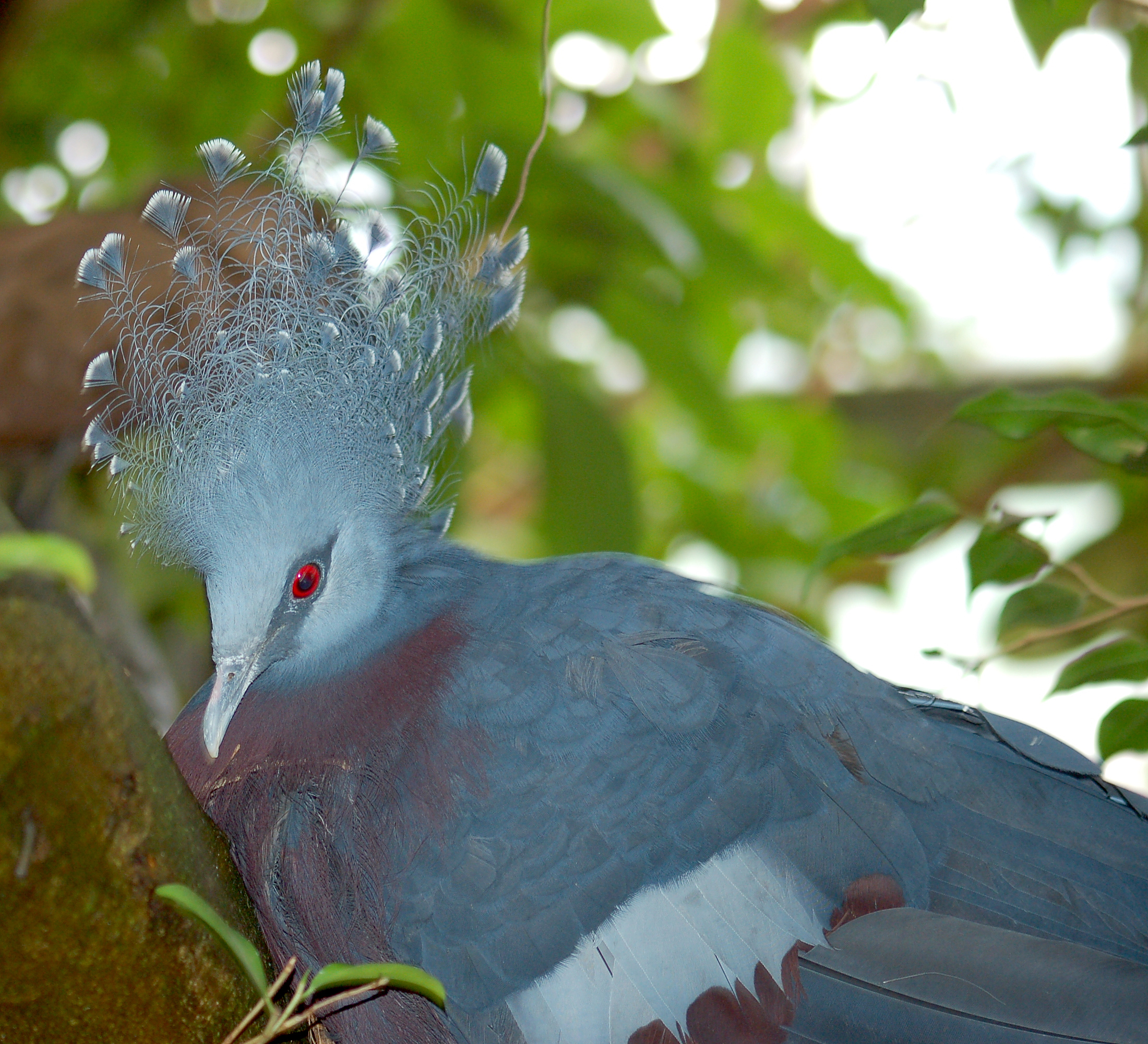
Goura victoria.
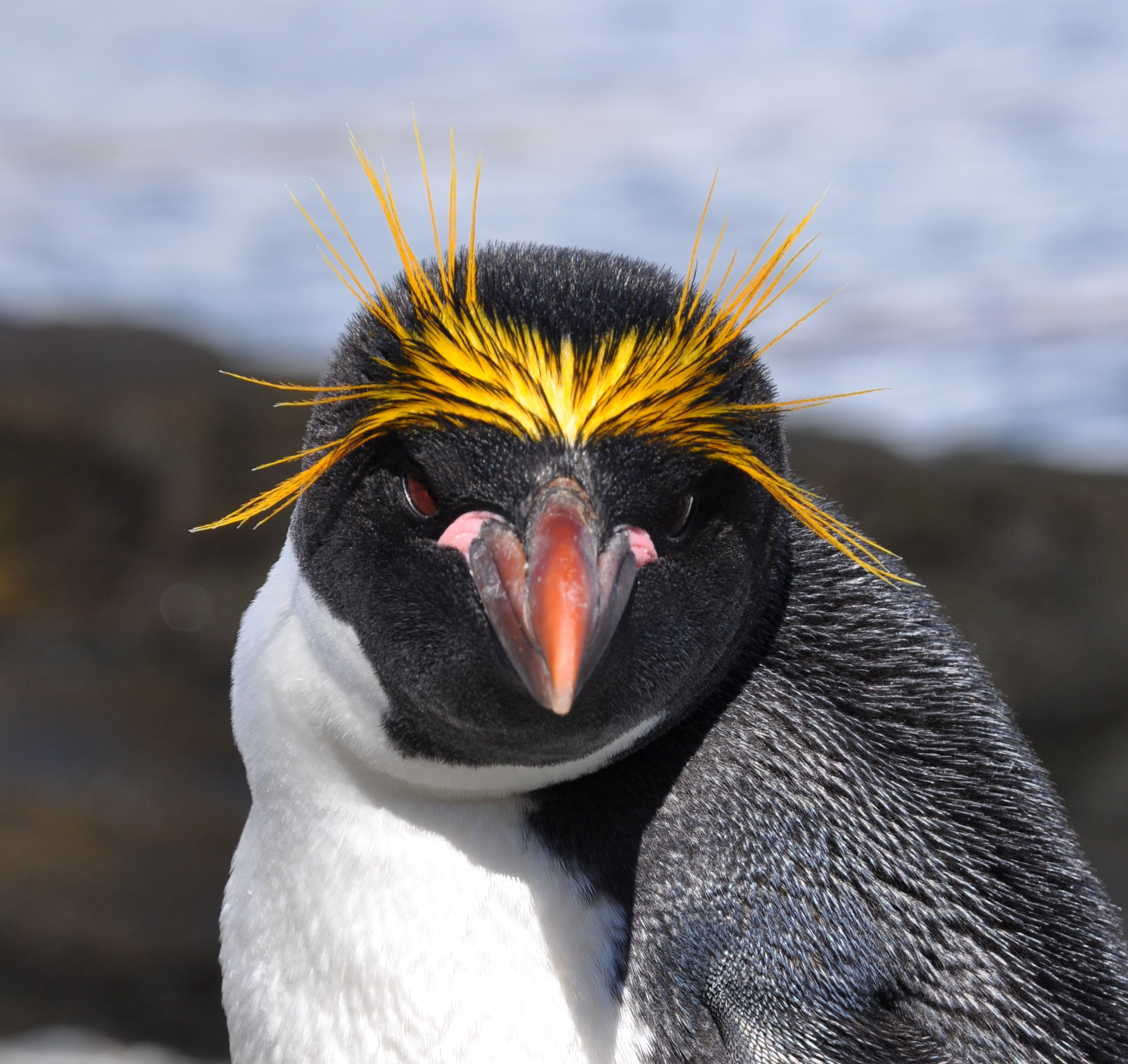
Pingüí macaroni.
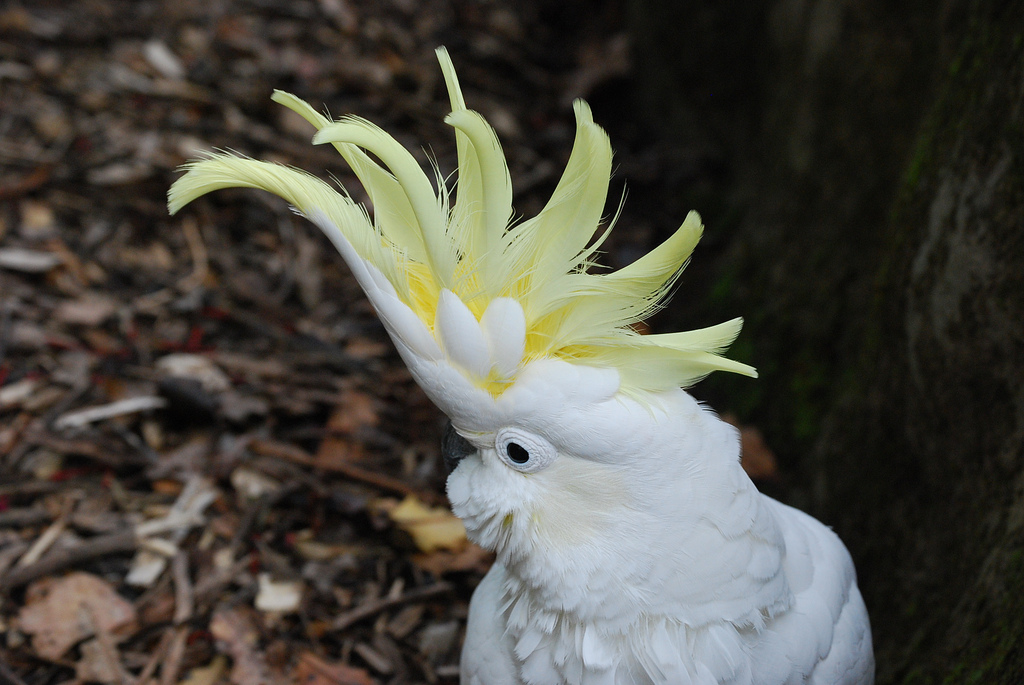
Cacatua sulfuris amb la cresta eriçada.